# ETrike・エレクトライク
エレクトライク(Electrike)は、日本エレクトライクが製造・販売するトライクタイプの三輪電気自動車。

## 概要

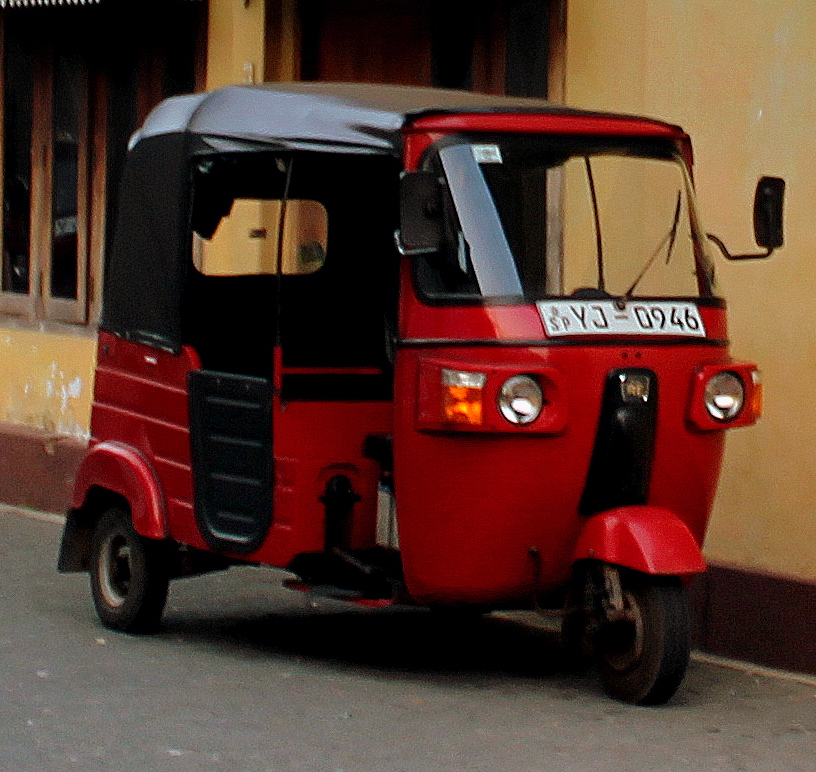
ベース車両のバジャージ・オートのガソリン三輪自動車

日本で16番目の自動車メーカーである日本エレクトライクが初めて手掛けた自動車で、インドのバジャージ・オートのガソリン三輪自動車をベースにし、日本エレクトライクの工場にて電気三輪自動車に改造され、販売されている。
オート三輪はカーブの際、車体が不安定な状態となり転倒しやすいという欠点があった。エレクトライクではハンドル操作をセンサーで判定し、左右車輪の回転数を別々に制御することでその問題を解決している。
2006年に神奈川県川崎市のビジネスオーディションにて起業家大賞を受賞したことで開発が進み、以来川崎市のサポートを受けてきたこともあり、生産も川崎市内で行われている。当面は直販のみで東京都・神奈川県を中心に販売されている。
なお、価格はバッテリーのサイズによって160万円・130万円に設定されているが、補助金が受けられるため、下級グレードは100万円で購入が可能である。 

## 特徴
先述のように左右駆動輪にそれぞれ取り付けられたモーターを別々に制御することで、三輪車の欠点である転倒リスクを解消し、安定したコーナリングを実現している。
150kgの積載量を有し、3輪自動車の小回り性能と左右輪の制御により、最小回転半径は2.8mと小回りが利くため都市部の近隣輸送手段として秀でている。
また、用途を軽量・短距離に限定することで高価な日本製リチウムイオンバッテリーの搭載容量を小さくしているため、前述のように比較的安価な車両価格となっている。
車両後部はベースユニットからニーズに応じて3タイプ(カーゴスタイル・スライドスタイル・ピックアップスタイル)の架装ができる。

## 沿革
- 2005年頃(会社設立前) - 東海大学と産学連携で電気三輪自動車の開発に着手[4]。
- 2006年 - 「世界一安全で環境に優しい電気三輪自動車を産学連携で開発する」をビジネスプランとして川崎市のビジネスオーディションに応募。起業家大賞を受賞する[4]。
- 2008年 - 株式会社日本エレクトライク設立。本格的な電気三輪自動車の開発が開始される[4]。
- 2011年 - 電気自動車開発技術展(EVEX11)にて車両を展示[5]。
- 2012年 - 国際物流総合展2012にて車両を展示[6]。
- 2013年 - 販売開始[7]。
- 2015年 - 国土交通省型式認定取得[8]
- 2016年 - 文禄堂荻窪店が移動書店として導入[9]